# Gottfried Achenwall
Gottfried Achenwall (ur. 20 października 1719 w Elblągu, zm. 1 maja 1772 w Getyndze) – niemiecki statystyk, historyk i prawnik.  
Achenwall ujmował statystykę jako naukę o państwie (państwoznawstwo), zaś do zakresu owej nauki włączał wszystko, co wiązało się z dobrobytem kraju (gospodarkę, ludność, ustrój państwa itd.). 

## Życiorys
Gottfried Achenwall urodził się w Elblągu na terenie Prus Królewskich. Od 1738 roku studiował w Jenie, Halle, ponownie w Jenie, a następnie w Lipsku. W latach 1743–1746 pracował jako kontroler w Dreźnie. W 1746 roku uzyskał tytuł magistra na wydziale filozoficznym w Lipsku, po czym wyjechał do Marburga, gdzie pracował jako adiunkt i wykładał historię, statystykę oraz prawo naturalne i międzynarodowe.
W 1748 roku został powołany na stanowisko profesora nadzwyczajnego filozofii na Uniwersytecie w Getyndze, a w 1753 roku objął stanowisko profesora nadzwyczajnego prawa i profesora zwyczajnego filozofii. W 1761 roku ponownie zmienił specjalizację, zostając profesorem prawa naturalnego i polityki, a w 1762 roku uzyskał tytuł doktora obojga praw.
W 1765 roku został radcą dworu elektoralnego dworu Hanoweru oraz królewskiego brytyjskiego dworu. Dzięki wsparciu finansowemu króla Jerzego III, w 1751 roku odbył podróż do Szwajcarii i Francji, a w 1759 roku do Holandii i Anglii. Zmarł w Getyndze w wieku 52 lat.
W ekonomii Achenwall zaliczany był do szkoły „umiarkowanego merkantylizmu”, jednak największą sławę zyskał w dziedzinie statystyki. Jego najbardziej znanym dziełem jest Staatsverfassung der Europäischen Reiche im Grundrisse (Ustrój państw europejskich w zarysie, 1752), w którym przedstawił szczegółowy przegląd konstytucji różnych krajów, opisując ich rolnictwo, przemysł i handel, a także podając dane statystyczne dotyczące tych zagadnień. Niemieccy ekonomiści nadali mu tytuł „ojca statystyki”, co było jednak kwestionowane przez angielskich badaczy, którzy wskazywali wcześniejsze dokonania Williama Petty’ego i innych autorów. Achenwall spopularyzował termin Staatswissenschaft (polityka), który miał oznaczać całość wiedzy niezbędnej do sprawowania rządów.

## Dzieła
- Staatswissenschaft der vornehmsten europäischen Reiche und Republiken (1749)

## Zobacz także
- Arytmetyka polityczna